# Roommates (webserie)
Roommates, è una webserie statunitense che ha debuttato il 16 maggio 2016 su YouTube.

## Trama
La webserie segue le vicende di cinque ragazzi, Matt, JT, Cooper, Caleb e Austin, che condividono una casa a Los Angeles e che si ritrovano coinvolti in diverte situazioni esilaranti.

## Episodi
| Stagione         | Episodi | Anno di pubblicazione |
| ---------------- | ------- | --------------------- |
| Prima stagione   | 10      | 2016                  |
| Seconda stagione | 13      | 2016                  |